# Burnin' Sky
Burnin' Sky es el cuarto álbum de estudio de la banda de rock británica Bad Company, publicado el 3 de marzo de 1977. Burnin' Sky fue grabado en Francia en julio y agosto de 1976 pero su lanzamiento se postergó hasta marzo de 1977 para no competir con el álbum Run with the Pack, lanzado recientemente.

## Lista de canciones
Todas escritas por Paul Rodgers, excepto donde se indica.

### Lado A
1. "Burnin' Sky" (5:09)
2. "Morning Sun" (4:07)
3. "Leaving You" (3:23)
4. "Like Water" (Paul Rodgers, Machiko Shimizu) (4:18)
5. "Knapsack" (1:20)
6. "Everything I Need" (Paul Rodgers/Mick Ralphs/Simon Kirke/Boz Burrell)	(3:22)

### Lado B
1. "Heartbeat" (2:36)
2. "Peace of Mind" (Simon Kirke) (3:22)
3. "Passing Time" (2:30)
4. "Too Bad" (Mick Ralphs) (3:47)
5. "Man Needs Woman" (3:43)
6. "Master of Ceremony" (Paul Rodgers/Mick Ralphs/Simon Kirke/Boz Burrell) (7:10)

## Créditos
- Paul Rodgers – voz, piano, guitarra
- Mick Ralphs – guitarra, teclados
- Simon Kirke – batería
- Boz Burrell – bajo